# Эрдман, Лотар
Лотар Эрдман (нем. Lothar Erdmann; 12 октября 1888, Вроцлав — 18 сентября 1939, концлагерь Заксенхаузен) — немецкий журналист, редактор, социал-демократ, антифашист. Видный деятель профсоюзного движения.

## Биография
Сын профессора философии. Изучал историю и философию в Боннском и Фрайбургском университетах, затем в Лондоне, где познакомился с Бернардом Шоу. Участвовал в работе Фабианского общества, в результате чего, со временем, пришел к социалистическим идеям.
Участник Первой мировой войны, добровольцем вступил в немецкую армию, в чине лейтенанта командовал ротой на Западном фронте. Гибель его друга Августа Макке сильно повлияла на отношение Л. Эрдмана к войне. Серьезный нервный срыв в 1916 году закончился для него отправкой в тыл.
Устроился на работу в телеграфное агентство. В 1916 году женился на Элизабет Макке, вдове своего друга Августа Макке.
После войны работал журналистом, был профсоюзным деятелем. Пресс-атташе при Международной конфедерации профсоюзов в Амстердаме.
Стал членом СДПГ. Работал в Кельне в качестве редактора Rheinische Zeitung. В 1924 основал журнал Die Arbeit. Оставался главным редактором нового журнала до 1933 года, оказывал значительное влияние на влияние на профсоюзное руководство Германии по текущим вопросам предвоенного времени. Выступал в статьях против фашизма.
Л. Эрдман продолжал заниматься журналистикой и после установления в Германии диктатуры национал-социалистов.
В 1939 он был отправлен в концлагерь Заксенхаузен, «по превентивным соображениям». Пытаясь протестовать против жестокого обращения с заключенными, Эрдман подвергся ужасным избиениям и от полученных повреждений внутренних органов скончался 18 сентября 1939.